# Парамо-дель-Сіль
Парамо-дель-Сіль (ісп. Páramo del Sil) — муніципалітет в Іспанії, у складі автономної спільноти Кастилія-і-Леон, у провінції Леон. Населення — 1499 осіб (2010).
Муніципалітет розташований на відстані близько 350 км на північний захід від Мадрида, 80 км на захід від Леона.
На території муніципалітету розташовані такі населені пункти: (дані про населення за 2010 рік)
- Анльярес-дель-Сіль: 96 осіб
- Анльярінос-дель-Сіль: 20 осіб
- Аргайо-дель-Сіль: 104 особи
- Парамо-дель-Сіль: 777 осіб
- Санта-Крус-дель-Сіль: 148 осіб
- Сорбеда-дель-Сіль: 161 особа
- Вільямартін-дель-Сіль: 158 осіб
- Салентінос: 35 осіб

## Демографія
Динаміка населення (INE ):

## Галерея зображень

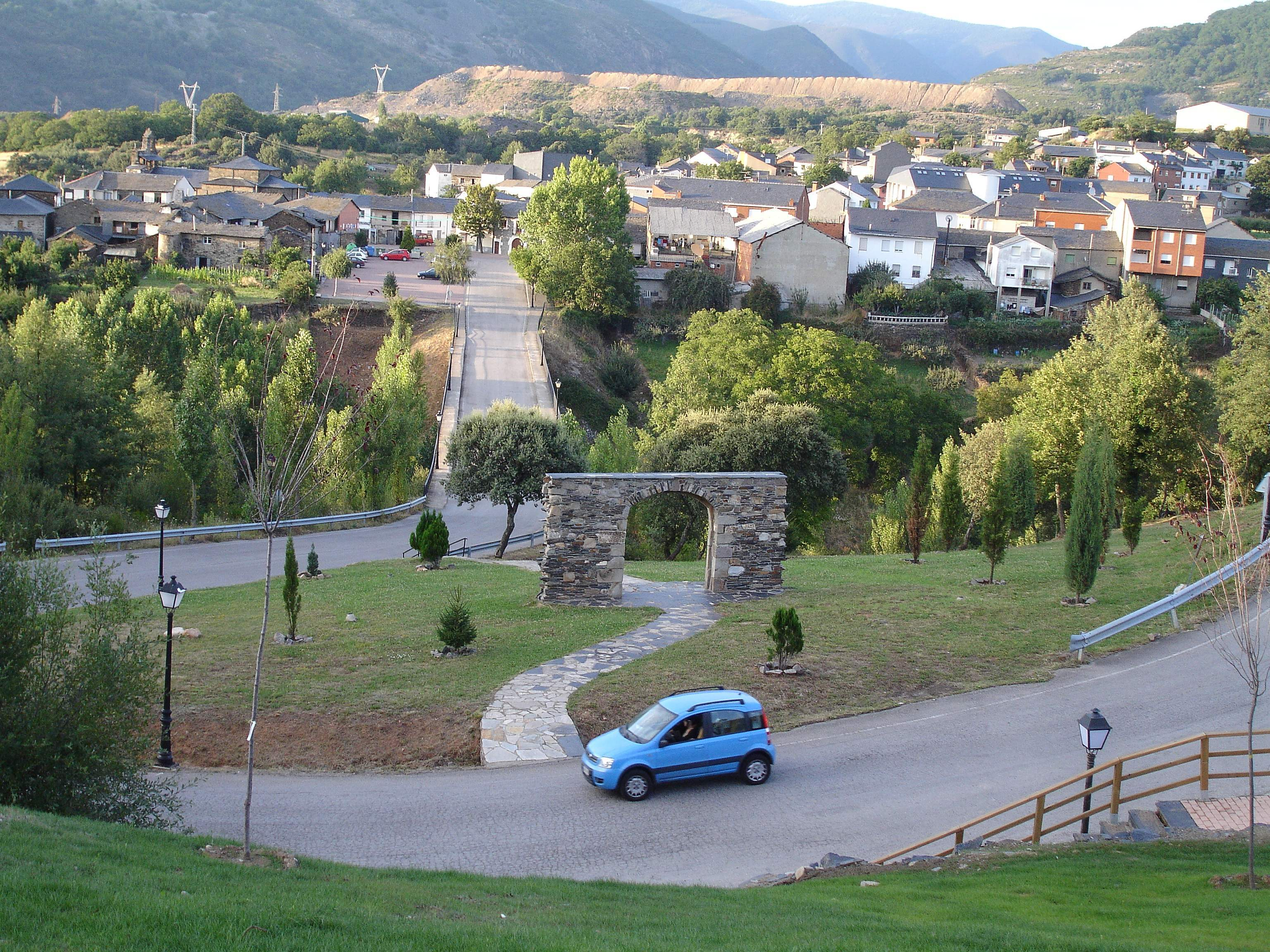
Парамо-дель-Сіль
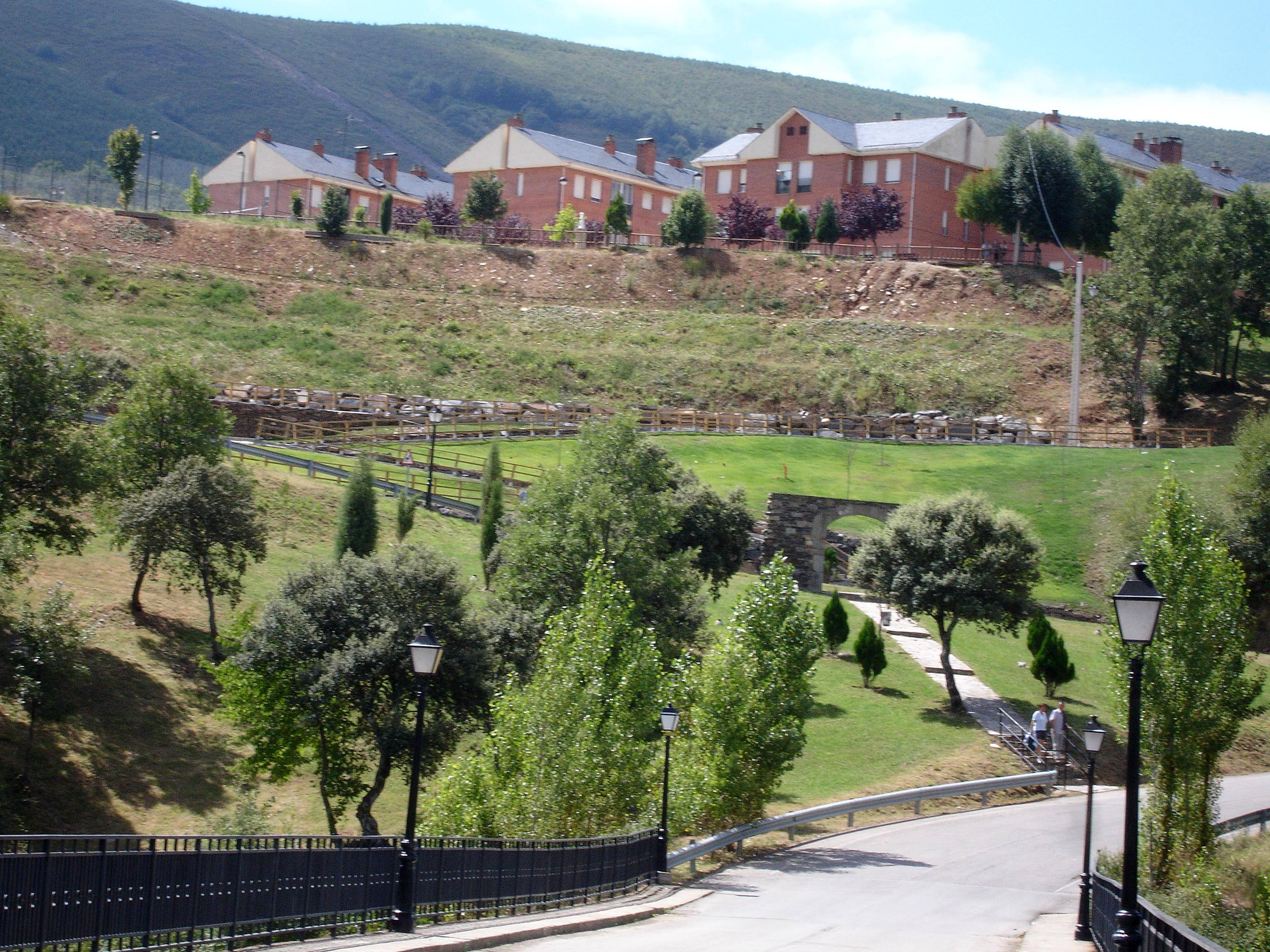
Лас-Кампас, Парамо-дель-Сіль